# Wilhelminalinde
De Wilhelminalinde is een gemeentelijk monument aan de Burgemeester Grothestraat in Soest in de provincie Utrecht.
De lindeboom staat op de hoek Burgemeester Grothestraat-Van Weedestraat-Korte Brinkweg. Om de boom staat een smeedijzeren hek met vierkante spijlen. De hoekpalen zijn aan de bovenzijde voorzien van decoraties. Een van de zijden bestaat uit een draaihek waarop een kroon met banderol is aangebracht. Hierop staat de tekst Wilhelmina-linde. Het is een herinnering aan de inhuldiging van koningin Wilhelmina in 1898. Sinds de vernieuwing van de Van Weedestraat in 2013 is een nieuw hek om de boom geplaatst.
In 2011 is er een stek van de boom genomen. Nadat de boom in 2013 gedeeltelijk was omgevallen, is deze vervangen door de opgekweekte stek. De nieuwe boom werd geveld door de storm van 25 juli 2015.

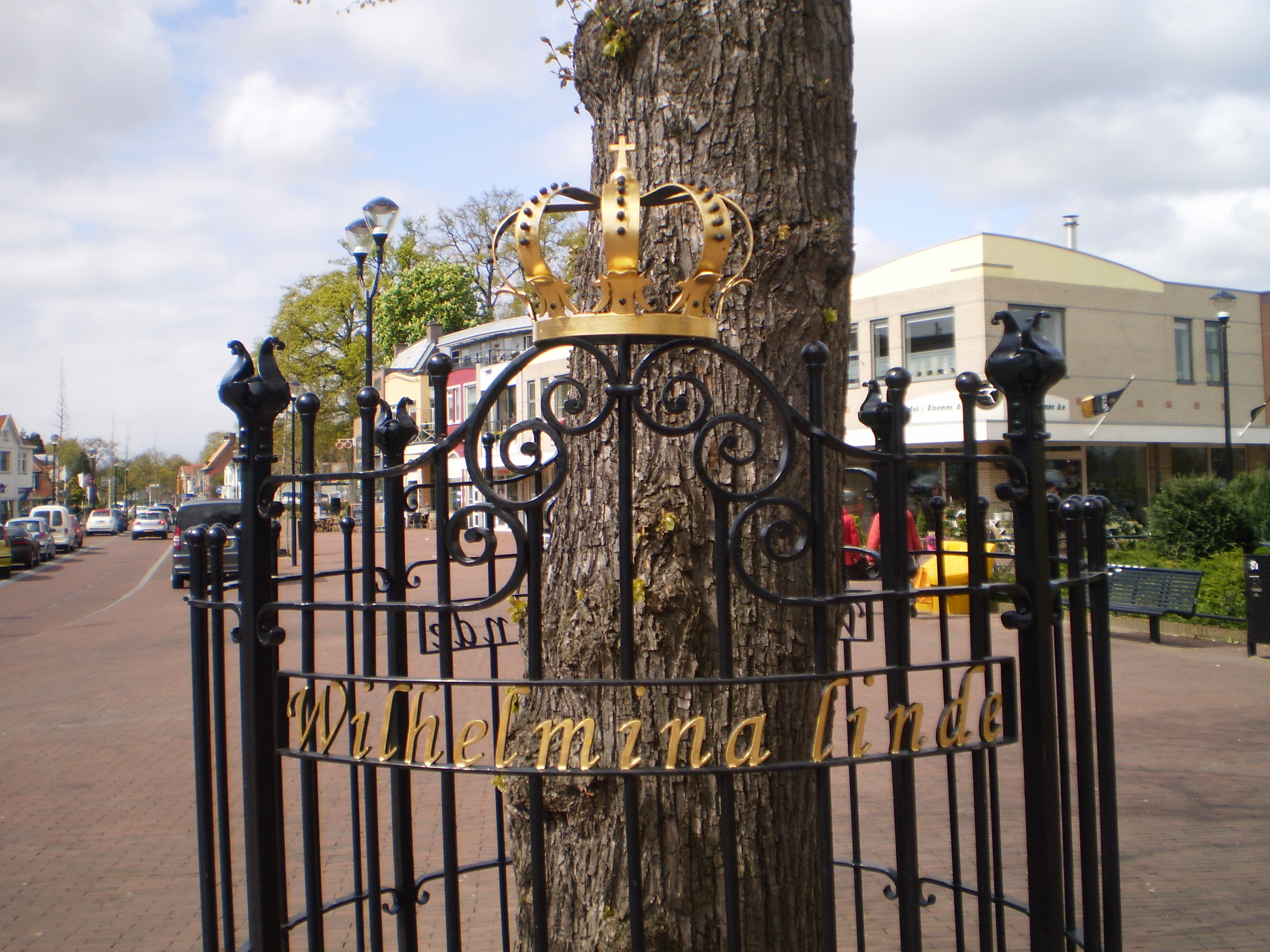
Hek rond de Wilhelminalinde
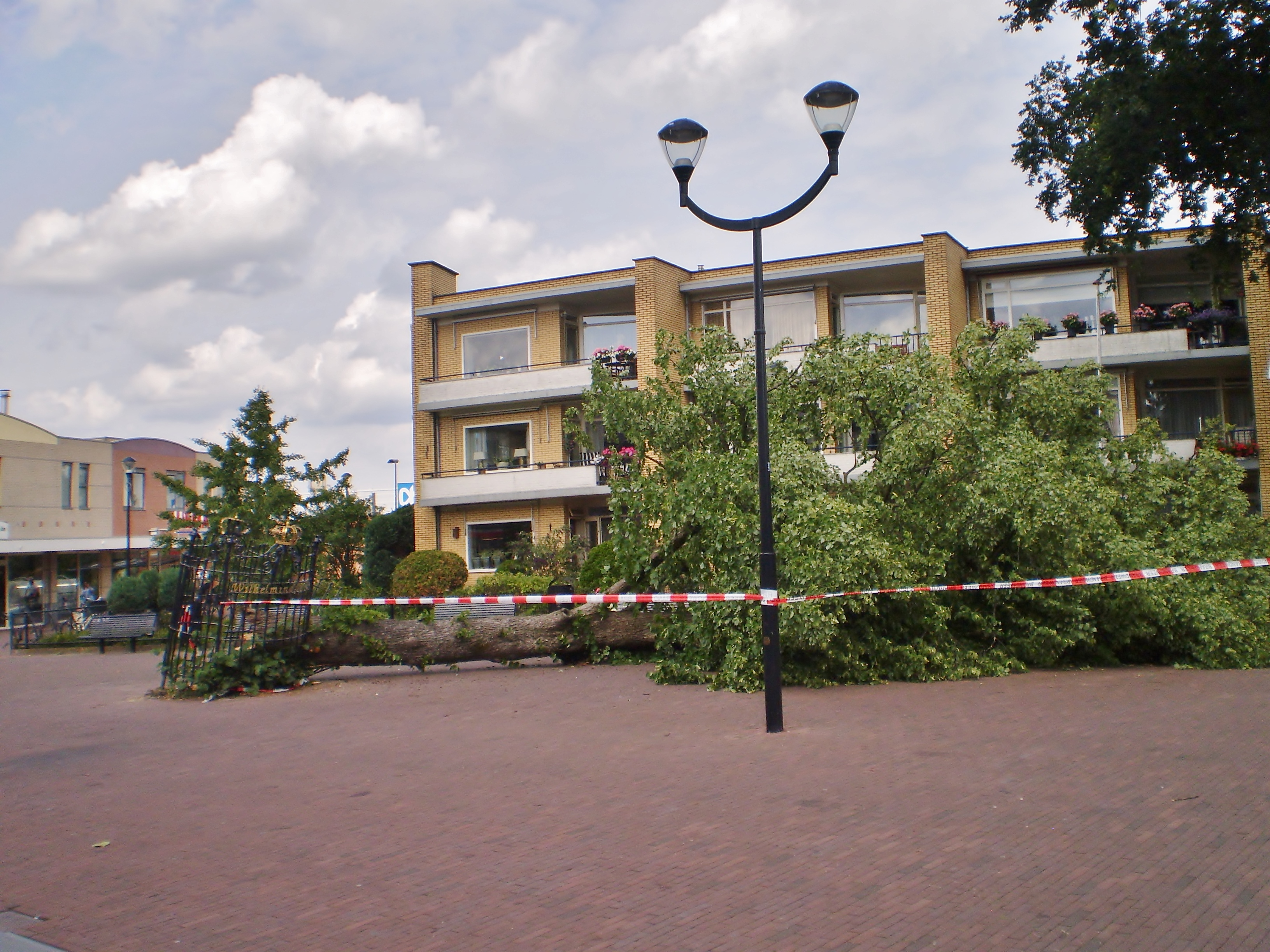
Na de storm van 25 juli 2015